# Alexandr Treťjakov (skeletonista)
Alexandr Vladimirovič Treťjakov (rusky: Александр Владимирович Третьяков; narozen 19. dubna 1985, Krasnojarsk) je ruský skeletonista. Je olympijským vítězem z her v Soči z roku 2014. Na předchozí olympiádě ve Vancouveru vybojoval bronz. Dne 22. listopadu 2017 byl kvůli podezření z dopingu zpětně diskvalifikován ze zimních her 2014 a byla mu odebrána zlatá medaile, 1. února 2018 byla však suspendace zrušena a jeho výsledky byly na základě úspěšného odvolání obnoveny. Je též mistrem světa z roku 2013 a dvojnásobným mistrem Evropy (2007, 2021). Dvakrát se stal celkovým vítězem Světové poháru (2008–09, 2018–19).